# Hiroshima (película de 1953)
Hiroshima (ひろしま) es una película docudrama japonesa de 1953 dirigida por Hideo Sekigawa sobre el bombardeo atómico de Hiroshima y su impacto. Cuenta la historia de un grupo de maestros, sus alumnos y sus familias en los años posteriores a la bomba. En una secuencia de flashback, decenas de miles de extras de Hiroshima, muchos de ellos sobrevivientes, ayudaron a recrear el "paisaje infernal" inmediatamente después de la caída de la bomba.
La película se basó en los testimonios de los niños sobrevivientes de la catástrofe compilados por el Dr. Arata Osada para el libro más vendido de 1951 Children Of The A Bomb: Testament Of The Boys And Girls Of Hiroshima (Genbaku no ko), que fue impreso por la editorial Iwanami Shoten. Durante las décadas de 1930 y 1940, esta empresa, creada por Shigeo Iwanami, había tenido problemas con el poder judicial debido a su posición crítica con respecto al belicismo japonés. Producida con el respaldo del Sindicato de Maestros de Japón, la postura "antiamericana" y el contenido gráfico de la película impidieron que obtuviera un gran lanzamiento. Cayó en la oscuridad, pero resurgió a fines de la década de 2010. Muchos miembros del elenco y el equipo desempeñaron papeles importantes en el cine japonés de posguerra.

## Argumento
Hiroshima comienza en un salón de clases mientras los estudiantes y un maestro escuchan una transmisión de radio que detalla la detonación de una bomba nuclear en la ciudad el 6 de agosto de 1945. Una niña grita: "¡Basta! ¡Basta!", y su nariz comienza a sangrar. Se revela que ella y un tercio de la clase padecen leucemia, la "enfermedad de la bomba atómica".
La película muestra cómo grupos de personas lidian con el sufrimiento provocado por la explosión. Los niños están en el centro de la narración. Se muestra que muchos se han convertido en "carroñeros rebeldes" que venden recuerdos a los turistas. Otro, que abandonó la escuela, se enfrenta a su trauma jugando. Hay un énfasis en la discriminación contra las víctimas de la explosión.
Una secuencia de flashback muestra la ciudad antes de la explosión, la explosión en sí y sus consecuencias inmediatas. Después de que explota la bomba, "combinando imágenes documentales y recreaciones escenificadas, Sekigawa presenta un panorama de confusión, angustia y miseria abrumadora". La ciudad se convierte en un "paisaje infernal [que] está plagado de cuerpos devastados y edificios en ruinas, formando imágenes abstractas de estructuras y miembros destrozados, un retrato fragmentario de llamas, destrucción, ropa andrajosa y derramamiento de sangre. Las víctimas llaman a sus seres queridos, compañeros de trabajo y de clase, a cualquiera que haya sobrevivido".
La película critica duramente la burocracia militar imperial japonesa, describiéndola como "tontamente unidimensional, miope y desprovista de una brújula moral". Por ejemplo, continúan exigiendo la máxima lealtad al emperador incluso después de la explosión, estando rodeados de escombros en llamas.
El ejército estadounidense también está implicado en el bombardeo. La misma presencia de soldados estadounidenses, que se muestra en el Hiroshima Peace Memorial en la película, iba en contra de los esfuerzos de los censores japoneses por eliminar cualquier mención de la ocupación estadounidense después de la guerra y afirmar que los japoneses estaban "tomando el control de su nuevo destino democrático sin la influencia de las potencias aliadas".

## Elenco
- Yumeji Tsukioka[1]
- Eiji Okada[3]
- Yoshi Kato[2]
- Isuzu Yamada[1]
- Yasuaki Takano[7]
- Masayuki Tsukida[7]

## Producción
El Sindicato de Docentes de Japón (JTU) encargó al director Kaneto Shindō, nacido en Hiroshima, que hiciera una adaptación cinematográfica del libro Children Of The A Bomb para confrontar el bombardeo y sus consecuencias. Habiendo sido motivado en parte por la culpa colectiva de los maestros por haber promovido el dogma imperialista japonés alentando a los estudiantes a morir por su país, la JTU estaba ansiosa por presentar el tema en el cine. Shindō dirigió Los niños de Hiroshima (1952), que tuvo un éxito relativo en Japón y se estrenó internacionalmente en el Festival de Cine de Cannes de 1953 . La JTU, sin embargo, no estaba contenta con la película. Afirmaron que Shindō había "convertido [la historia] en algo lacrimógeno y destruido su orientación política", ya que no mencionaba la causa de la guerra ni condenaba a quienes la arrojaron. Por ello, inmediatamente financiaron otra adaptación de Children Of The A Bomb, esta vez recurriendo a Hideo Sekigawa, que era conocido por sus tendencias comunistas. Sekigawa había filmado en 1950 la película Gunkan sudeni kemuri nasi (Escucha los rumores del océano), en la cual la acción se desarrolla en Birmania durante la Guerra del Pacífico y está inspirada en una colección de cartas de estudiantes japoneses que murieron en batalla.
La producción de la película fue una colaboración con los residentes de Hiroshima. Los sobrevivientes del bombardeo, los miembros del sindicato y otros residentes de la ciudad formaron la gran cantidad de extras utilizados en la película, que ascendió a 90.000. Su presencia ayudó a recrear la sensación de confusión masiva en las escenas posteriores al bombardeo. Algunos incluso prestaron sus cuencos y otras posesiones de la explosión como accesorios para la película; el propio equipo también "trabajó incansablemente para recoger escombros y trapos para la producción de la película". Los funcionarios de la ciudad y las empresas locales también brindaron todo su apoyo.
Yumeji Tsukioka, una actriz nacida en Hiroshima, quien previamente había protagonizado Las campanas de Nagasaki (Nagasaki no kane) (1950), una película sobre los sobrevivientes de la segunda bomba atómica lanzada sobre Japón y Primavera tardía (1949) de Yasujirô Ozu, apeló a la productora con la que tenía contrato, Shochiku, para que la dejara actuar en la película sin pago. Dijo que quería "contribuir a la sociedad y ayudar a impedir las 'guerras a gran escala'".
La partitura "sombría y convincente" de la película fue compuesta por Akira Ifukube, quien luego también compondría para un Godzilla "de temática nuclear" de 1954 .

## Recepción
La película fue muy bien recibida por la crítica tras su estreno, pero solo tuvo una presentación limitada en el cine. Languideció en la oscuridad durante décadas, pero disfrutó de un renacimiento a fines de la década de 2010.
Sus productores y distribuidores difirieron sobre si cortar escenas, y la película no logró un lanzamiento más amplio. Los patrocinadores de la película primero buscaron la distribución por parte de los principales estudios. Supuestamente, Shochiku exigió cortes, juzgando la película como demasiado "antiamericana" y "cruel", y detuvo el proceso de lanzamiento. Según se informa, los cinco estudios principales se negaron a estrenar la película después de eso. La JTU terminó autodistribuyendo la película, pero el lanzamiento fue limitado. Hicieron proyecciones en escuelas y centros comunitarios, a pesar de que el Ministerio de Educación, Ciencia, Deportes y Cultura la consideró demasiado “antiestadounidense” para mostrársela a los estudiantes. La película fue un éxito financiero. Las posiciones comunistas de Sekigawa y su posterior incursión en el cine menos "culto" contribuyeron a la anonimidad de la película en las décadas siguientes.
En 1955, Hiroshima se estrenó en una versión editada en los Estados Unidos. Era la primera vez que muchos estadounidenses podían ver imágenes de los efectos de la bomba. En 1984, JTU contrató a una empresa con sede en Tokio para distribuir la película y lanzó un DVD en 2005.
Ippei Kobayashi, el hijo del asistente de dirección de la película, Taihei Kobayashi, intentó que la película se volviera a proyectar en público, pero no pudo éxito. Sin embargo, comenzó a mostrarla de forma independiente en 2008 y reclutó a estudiantes voluntarios de la Universidad Ritsumeikan para traducir los diálogos al inglés. Su hijo, el productor de cine Kai Kobayashi, continuó con el proyecto de reactivación a fines de la década de 2010. Hizo digitalizar la película en 2017 y la proyectó en Kioto e Hiroshima en 2019. La película se transmitió en FilmStruck en 2018 y salió como Blu-ray de Arrow Films en 2020.
Enrique Seknadje señala la dimensión didáctica de la película: "quiere informar a los espectadores sobre los efectos de la bomba a corto y largo plazo, quiere dar voz y nombre a los Hibakuchas -personas afectadas por la bomba-, romper la losa de plomo levantada por los vencedores y empujar a los japoneses a no ocultar más vergonzosamente a la parte de la población que se ha visto afectada por la tragedia, a acabar con la indiferencia mostrada por aquellos que no han sido directamente irradiados. Se proporcionan cifras, datos médicos. La introducción de material de archivo sirve tanto para dar peso a esta dimensión pedagógico-documental de la película como para dar más credibilidad a la representación del viaje de los protagonistas que sigue la cámara." 

## Legado
Muchos miembros del elenco y el equipo tuvieron carreras exitosas en el cine japonés de posguerra.
Isuzu Yamada interpretó más tarde un papel inspirado en Lady Macbeth en la adaptación de Akira Kurosawa Trono de sangre (1957), y en otras películas de Kurosawa. El compositor de la película, Akira Ifukube, compuso para Godzilla (1954) de "tema nuclear" y una serie de películas posteriores de franquicia. El director de fotografía Yoshio Miyajima luego filmó las películas Harakiri y Kwaidan de Masaki Kobayashi.
La película francesa Hiroshima mon amour (1959) de Alain Resnais, protagonizada por el actor principal de esta película, Eiji Okada, e incorporó algunas tomas de ella. Okada apareció más tarde en la película de la nueva ola japonesa La mujer de la arena (1964).